# Chrysosoma yunnanense
Chrysosoma yunnanense är en tvåvingeart som beskrevs av Yang och Saigusa 2001. Chrysosoma yunnanense ingår i släktet Chrysosoma och familjen styltflugor.
Artens utbredningsområde är Yunnan (Kina). Inga underarter finns listade i Catalogue of Life.